# Fatima Bernawi
Fatima Mohammed Bernawi (Jerusalén, 1939-El Cairo, 3 de noviembre de 2022) (también transcrito Barnawi; en árabe: فاطمة برناوي‎) fue una palestina que participó en el Movimiento por la Libertad de Palestina de mediados de la década de 1960, un período clave en el conflicto palestino-israelí. Es conocida como la primera mujer palestina que organizó un ataque terrorista en Israel: el intento de atentado con bomba en un cine en octubre de 1967.

## Biografía
Bernawi nació en Jerusalén en 1939. A la edad de nueve años, durante la Guerra árabe-israelí o la Nakba de 1948, su madre, que era palestina, fue desplazada de Jerusalén a un campo de refugiados cerca de Amán. Regresaron a Palestina con su padre nigeriano, que había luchado en la revuelta palestina de 1936 ya que se él no fue desplazado.
Bernawi trabajó como enfermera para la Compañía Petrolera Árabe-Americana en Arabia Saudita (ARAMCO).
Amal Kawar entrevistó para su estudio Hijas de Palestina a treinta y cuatro mujeres palestinas, de ellas cuatro se unieron al movimiento de resistencia. Primero fue luchadora por la libertad y después se convirtió en resistente política. Las otras fueron Laila Khaled, Aisha Odeh y Rasmiyeh Odeh.
El intento de atentado se produjo en octubre de 1967 en el cine Zion de Jerusalén Occidental. Bernawi dijo que el objetivo civil de la bomba había sido elegido en protesta por una película que conmemoraba la guerra de los Seis Días. La bomba no explotó y ella fue arrestada por los soldados israelíes. Bernawi afirmó que el color de su piel fue fundamental en su arresto: «Por supuesto, arrestaron a todas las mujeres jóvenes de origen africano».
Fue condenada a cadena perpetua pero fue liberada en un intercambio de prisioneros en 1977 tras haber cumplido 10 años. Deportada en 1979, regresó ingresando en el partido político Fatah, siendo la primera mujer jefa del Cuerpo de Policía Femenina Palestina en la Franja de Gaza en 1994. En 1996, era «la mujer de mayor rango en la milicia de Fateh y... jefa de la sección de mujeres de la policía en el gobierno autónomo palestino en la Franja de Gaza y Jericó». Yasser Arafat, presidente de la Organización de Liberación Palestina (OLP), la tenía en alta estima.
En mayo de 1985 se casó con un ex prisionero de Acre, Fawzi al-Nimr, liberado.
Fue honrada junto a Mahmoud Bakr Hijazi y Ahmad Moussa Salama el Día del Prisionero Palestino, el 17 de abril de 2015. Se la describió como «una de las primeras mujeres palestinas en adoptar [los medios de] operaciones armadas de autosacrificio después del inicio de la revolución palestina moderna, que fue lanzada por Fatah el 1 de enero de 1965. Fue la primera joven palestina en ser arrestada por las fuerzas de seguridad israelíes, y la primera prisionera incluida en los registros del movimiento de prisioneras [palestinas]...»
Ese mismo año, el 28 de mayo, fue honrada por el entonces presidente de la Autoridad Nacional Palestina, Mahmoud Abbas, que le concedió la Estrella de Honor Militar «en agradecimiento por su papel pionero en la lucha» y «por el bien público». Aunque el atentado por el que fue honrada fue un fracaso, Bernawi insistía en que había sido un éxito ya que había generado miedo en todo el mundo ya que cada mujer que llevaba una bolsa debía ser controlada antes de entrar en un recinto cerrado.
El 3 de noviembre de 2022, Bernawi murió en el «hospital palestino» de El Cairo, a los 83 años, Fue enterrada en la ciudad de Gaza el 6 de noviembre.